# Vestida de nit
Vestida de nit és un àlbum de Sílvia Pérez Cruz publicat el 2017. En aquell moment, la seva carrera musical es trobava en un bon moment: ja havia acabat els seus estudis a l'ESMUC i portava anys fent gires i concerts arreu del món.
L'estètica d'aquest àlbum és molt representativa de la Silvia Pérez Cruz. Gairebé tots els temes tenen aquesta atmosfera tan intimista i propera que la caracteritza. Tot i així, inclou composicions de diferents estils, com havaneres, balades, temes més rítmics i ballables, i, a més, en diferents idiomes. En aquest disc, canta en castellà, català, portuguès i anglès.
Pel que fa a la instrumentació, tot l'àlbum es construeix al voltant de la seva veu, acompanyada per un quintet de corda (dos violins, viola, violoncel i contrabaix). Això li confereix una sonoritat molt més pura i innocent, ja que pràcticament no hi ha producció ni efectes artificials que no es puguin reproduir en directe amb la mateixa formació.
A més a més, algunes composicions presenten una gran densitat harmònica i complexitat. Utilitza harmonies modernes en alguns dels temes més experimentals, mentre que en els més ballables, posa més èmfasi en els patrons rítmics i en el “groove” de la música.
Les cançons de l'àlbum són les següents:
- 1. "Tonada de la Luna Llena". Cançó amb la que obre el disc. Una reinterpretació de la cançó homònima escrita originalment per Simón Díaz, cantant de Venezuela. La melodia és similar, però conté un ritme més marcat i, així com les altres peces del disc, la instrumental està interpretada pel quintet de corda ja mencionat.

- 2. "Mechita". Adaptació d'un vals peruano de Manuel Raygada Ballesteros.

- 3. "La Lambada (chorando se foi)". Una adaptació, també a quintet de corda, de la cançó més popular de Los Kjarkas, grup de música folklòrica de Bolivia. En el disc, s'ha escollit cantar la versió en portuguès en comptes de l'espanyola.

- 4. "Loca". Cançó original de la Sílvia Pérez Cruz, que va aparèixer per primera vegada en el seu àlbum “Immigrasons” de l'any 2015. Es tracta d'una versió més calmada, més esotèrica, i sense la participació de Raül Refree i Ernesto Snajer.

- 5. "Estranha forma de vida". Cançó en portuguès escrita originalment per Amália Rodrigues,reconeguda fadista.

- 6. "Vestida de nit". Composta per Càstor Pérez Diz i escrita per Glòria Cruz Torrellas, els dos pares de la cantant. Té un gran valor per ella, sent la cançó homònima del disc. Segons ella, es trobava amb el seu pare especialment a través de la música.

- 7. “Ai, Ai, Ai”. Va ser la cançó guanyadora dels premi Goya 2017 a la categoria “Mejor Canción Original”, que va acompanyar la pel·lícula "Cerca de tu casa” (2016), dirigida per Eduard Cortés, i interpretada per la pròpia Sílvia Pérez Cruz. Durant el discurs de recollida del premi, explica la cantant que Cortés li va deixar fer tota la banda sonora, però que la cançó “Ai, ai, ai” la van afegir com a part de la pel·lícula al final, al no tenir diners pagar els drets d'autor d'una altra cançó.

Es tracta d'una cançó dedicada a les noves generacions i al futur, per representar-ho, és cantada per la seva filla.
En un principi, també es va barallar la possibilitat que la cançó per a la banda sonora fos “No hay tanto pan”, que es troba en el disc "Domus".
- 8. "Gallo rojo, Gallo negro". Creada originalment per Chicho Sánchez Ferlosio en el seu disc “Canciones de la resistencia española”. Publicada de forma clandestina a Suècia,[1] com a protesta per la dictadura franquista.

- 9. “Nao Sei” torna a ser una representació d'una cançó seva, en aquest cas del disc “11 de noviembre, de l'any 2012. Escrita en portuguès.

- 10. "Corrandes d'Exili". Poema musicalitzat, amb la lletra del poema de Pere Quart. Abans de la Sílvia, el cantautor Lluís Llach també en va fer una versió cantada.

És una cançó que parla de l'exili després de la derrota del bando republicà durant la Guerra Civil Espanyola. No és la primera vegada que havia fet una adaptació del poema en un disc seu, doncs en Granada (2014) apareix també la cançó, junt amb el productor Raül Refree. Tot i que en aquest cas segueix amb el quintet característic del disc.
- 11. "Hallelujah", sent una adaptació de la famosa cançó de Leonard Cohen, i ultima del disc.